# 新北市政府高灘地工程管理處
新北市政府高灘地工程管理處，簡稱高管處，是新北市政府所屬二級機關，隸屬新北市政府水利局，是專門維護與建設、整治新北市高灘地及河川濕地的維護機構。

## 管轄範圍
新北市各運動公園、濕地公園、生態公園、疏洪道、YouBike設點、NewBike設點。

## 整治案例
- 大碧潭
- 陽光運動園區
- 八里左岸
- 金色水岸
- 幸褔水漾公園
- 鹿角溪人工濕地
- 原住民主題部落公園
- 新月橋
- 新海人工濕地
- 西盛環保公園

## 參照
1. ↑  .   [2019-03-28]. （原始内容存档于2019-03-28）.
2. ↑  二重疏洪道 河濱公園好走春-聯合報[永久]
3. ↑  聯合報- 國際濕地日 來華江濕地野餐[永久]
4. ↑  .   [2016-10-12]. （原始内容存档于2019-04-23）.